# Anticlímax
Un anticlimax és una figura literària que descriu una situació on un problema en aparença molt difícil de resoldre, amb una gran tensió i efectes acumulats, resulta arreglar-se de forma trivial. De forma general es fa per preparar un clímax més gran o com a paròdia.
Un exemple famós ocorre a La Guerra dels Mons, on enmig del caos provocat per una invasió extraterrestre al planeta Terra, els alienígenes són derrotats per l'organisme més inesperat: el virus del refredat.